# Transjurassienne
Transjurassienne är ett långlopp inom längdskidåkningen. Det körs i Jurabergen i gränsområdena mellan Frankrike och Schweiz. Första upplagan av loppet planerades in till 1979, men på grund av snöbrist skedde premiären först 1980. Loppet ingår i Worldloppet sedan 1981. Transjurassienne är med sina 76 kilometer det nästa längsta av de internationella långloppen på skidor.

## Historik
Transjurassienne löper över den franska delen av Jurabergen i östra delen av landet. Det gör även en kort sväng på den schweiziska sidan av gränsen. Loppet arrangeras sedan 1979 av organisationen Trans'Organisation. På grund av snöbrist gick debutupplagan av stapeln först 1980, och även 1990, 1993, 2001 och 2007 har snöbristen fått loppet att ställas in. Tävlingens ursprungliga namn var Progressime.
Huvudloppet på 76 km samlar numera cirka 3 000 årliga deltagare. Det är sedan 1981 det enda franska lopp som är del av den internationella långloppstouren Worldloppet.
Dessutom har under åren flera sidolopp kommit till:
- ett 54 km-lopp i fri stil
- ett 50 km-lopp i klassisk stil – La Transju'Classic (2006–)
- ett 25 km-lopp – La MiniTrans
- ett 10 km-lopp utan räkning av placeringarna – La Trans'Promotion
- flera kortare lopp för barn – La Transjeune (första onsdagen i februari)

## Vinnare
| År   | Herrar                  | Damer                             |
| ---- | ----------------------- | --------------------------------- |
| 1979 | inställt                | inställt                          |
| 1980 | Tommy Limby             | Josiane Broyard                   |
| 1981 | Sven-Åke Lundbäck       | Marie-Christine Subot             |
| 1982 | Nils Thore Andreassen   | Michèle Durand                    |
| 1983 | Konrad Hallenbarter     | Kjersti Strand                    |
| 1984 | Bengt Hassis            | Marie-Christine Subot (2)         |
| 1985 | Hans Persson            | Marie-Gabrielle Frasse-Sombet     |
| 1986 | Konrad Hallenbarter (2) | Marie-Gabrielle Frasse-Sombet (2) |
| 1987 | Jan Ottosson            | Madeleine Galland                 |
| 1988 | Anders Blomqvist        | Madeleine Galland (2)             |
| 1989 | Anders Blomqvist (2)    | Marie-Pierre Guilbaud             |
| 1990 | inställt                | inställt                          |
| 1991 | Hervé Balland           | Marie-Pierre Guilbaud (2)         |
| 1992 | Philippe Grandclément   | Emmanuelle Claret                 |
| 1993 | inställt                | inställt                          |
| 1994 | Silvano Barco           | Marie-Pierre Guilbaud (3)         |
| 1995 | Johann Mühlegg          | Marie-Pierre Guilbaud (4)         |
| 1996 | Hervé Balland (2)       | Olga Kosmaczewa                   |
| 1997 | Michaił Botwinow        | Olga Kosmaczewa (2)               |
| 1998 | Stéphane Passeron       | Lucia Bianchetti                  |
| 1999 | Johann Mühlegg (2)      | Elisabeth Tardy                   |
| 2000 | Johann Mühlegg (3)      | Stefania Belmondo                 |
| 2001 | inställt                | inställt                          |
| 2002 | Roberto De Zolt         | Antonina Ordina                   |
| 2003 | Patrick Rölli           | Annick Vaxelaire-Pierrel          |
| 2004 | Alexandre Rousselet     | Anne-Laure Mignerey               |
| 2005 | Juan Jesús Gutiérrez    | Corinne Niogret                   |
| 2006 | Roberto De Zolt (2)     | Anna Santer                       |
| 2007 | inställt                | inställt                          |
| 2008 | Marco Cattaneo          | Tatjana Jambajewa                 |
| 2009 | Alaksiej Iwanou         | Karine Philippot                  |
| 2010 | Christophe Perrillat    | Susanne Nyström                   |
| 2011 | Benoît Chauvet          | Natascia Leonardi Cortesi         |
| 2012 | Alaksiej Iwanou (2)     | Valentyna Sjevtjenko              |
| 2013 | Benoît Chauvet (2)      | Christelle Jouille                |